# Mentsikhang (Lhassa)
Pour les articles homonymes, voir Men-Tsee-Khang (Dharamsala), rétabli en 1961 par Tenzin Gyatso, le 14e dalaï-lama en Inde.
Mentsikhang (tibétain : སྨན་རྩིས་ཁང་, Wylie : sman rtsis khang, THL : men tsi khang, translittéré en (chinois simplifié : 门孜康 ; chinois traditionnel : 門孜康 ; pinyin : ménzīkāng), également appelé autrefois Institut de médecine et d'astrologie tibétaine de Lhassa (chinois : 拉萨藏医星算学院), est un établissement fondé en 1916, sous le règne de Thubten Gyatso, 13e dalaï-lama, à Lhassa au Tibet.
Le bâtiment d'origine situé à Lhassa dans l'actuelle Région autonome du Tibet, en République populaire de Chine est classé depuis le 5 mai 2013 dans la liste des sites historiques et culturels majeurs protégés au niveau national sous le numéro 1410.

## Histoire
Fondé en 1916, le 13e dalaï-lama désigne Khyenrab Norbu (མཁྱེན་རབ་ནོར་བུ། / 钦绕诺布, 1883 － 1962), comme directeur de l'hôpital.
En mai 1951, le gouvernement, et l'état tibétain, alors indépendant (1912-1951) accepte l'hégémonie chinoise, et applique des transformations sociales et économiques, d'un régime bouddhiste féodal décentralisé à un état socialiste moderne
En 1959, après l'échec du soulèvement tibétain, le Men Tsee Khang ferme. Plusieurs de ses employés et étudiants furent emprisonnés et des ouvrages médicaux inestimables furent détruits. Les médecins tibétains furent persécutés et la pratique de la médecine tibétaine traditionnelle interdite[citation nécessaire]. Des médecins renommés furent emprisonnés, comme Tenzin Choedrak détenu à partir de 1959 et pendant près de 22 ans,[source insuffisante]
Rétabli à une date ultérieure à Lhassa, le Men-Tsee-Khang de Lhassa repris un enseignement rudimentaire en médecine traditionnelle tibétaine aux alentours de 1975.
En 1976, le gouvernement, alloue de plus en plus de crédit à cet établissement, 1,21 million de yuan, sont alors investis à la construction d'un nouvel édifice.
En 1980, l'hôpital de médecine tibétaine de Lhassa devient l'Institut de médecine tibétaine de la région autonome du Tibet. Le bâtiment de Mentsikhang est toujours utilisé pour les recherches.
En 2016, l'institut a fêté ses 100 ans,,.

## Anciens élèves
- Dr Lobsang Wangyal[15]

## Galerie

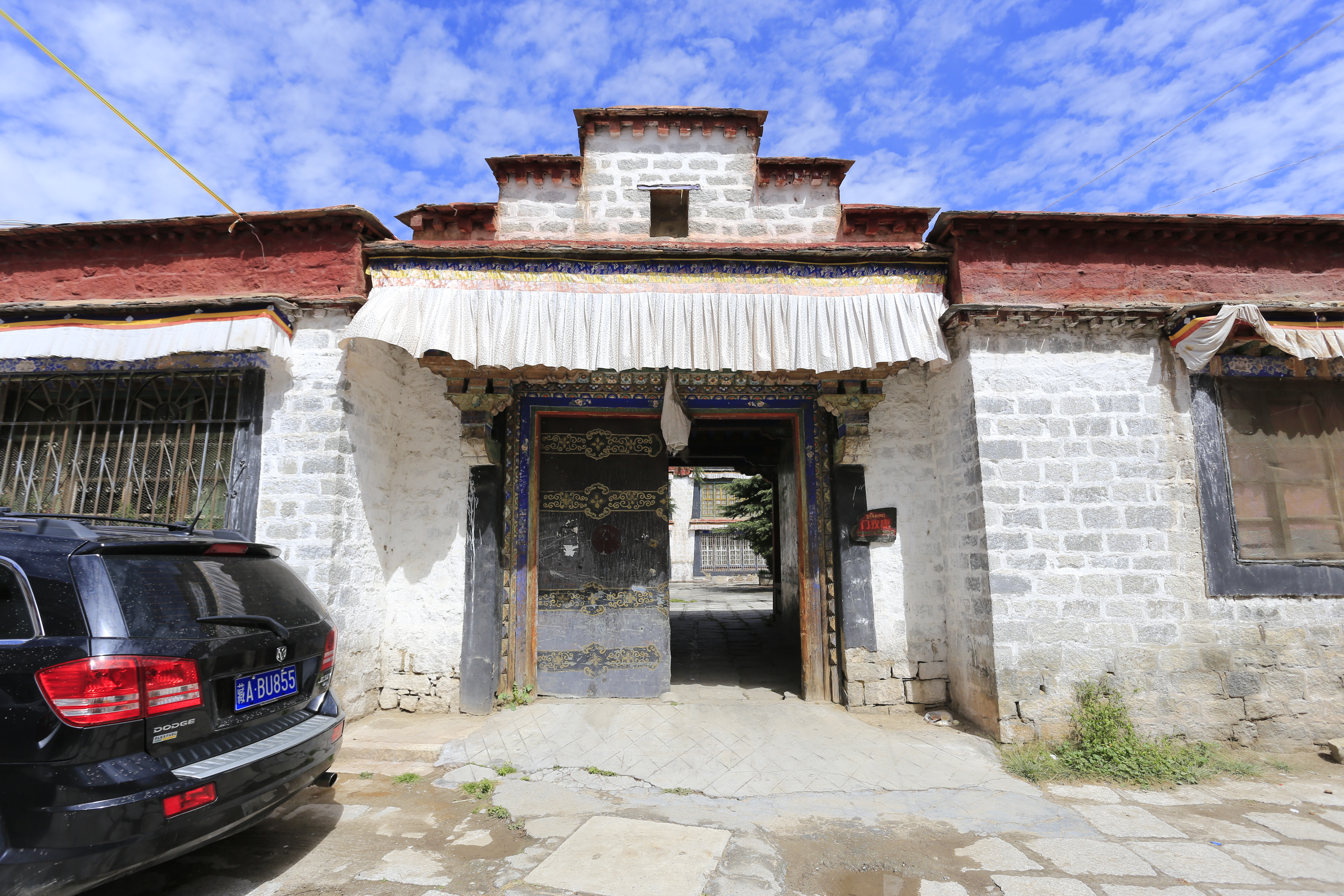
Porte principale
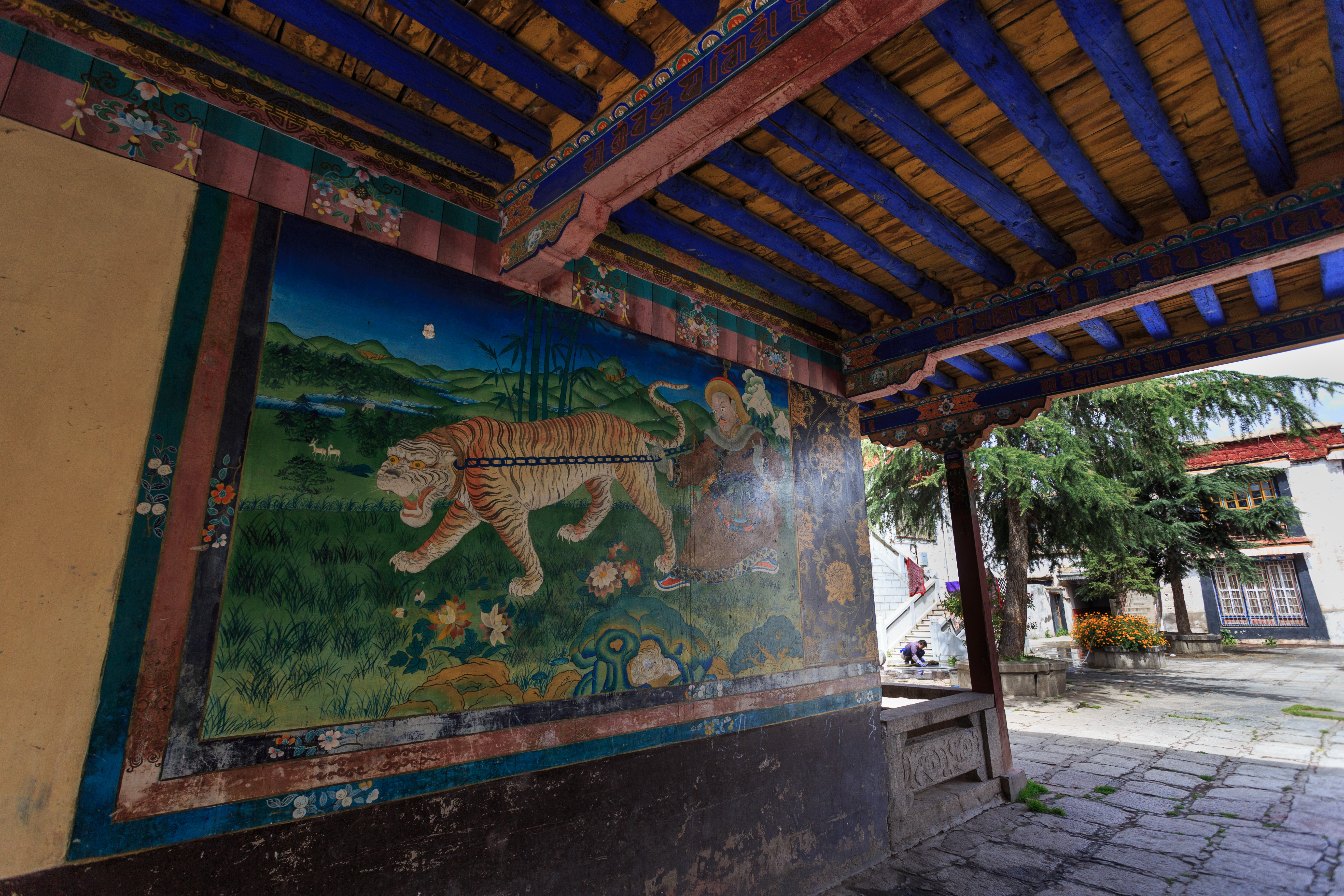
Salle d'entrée
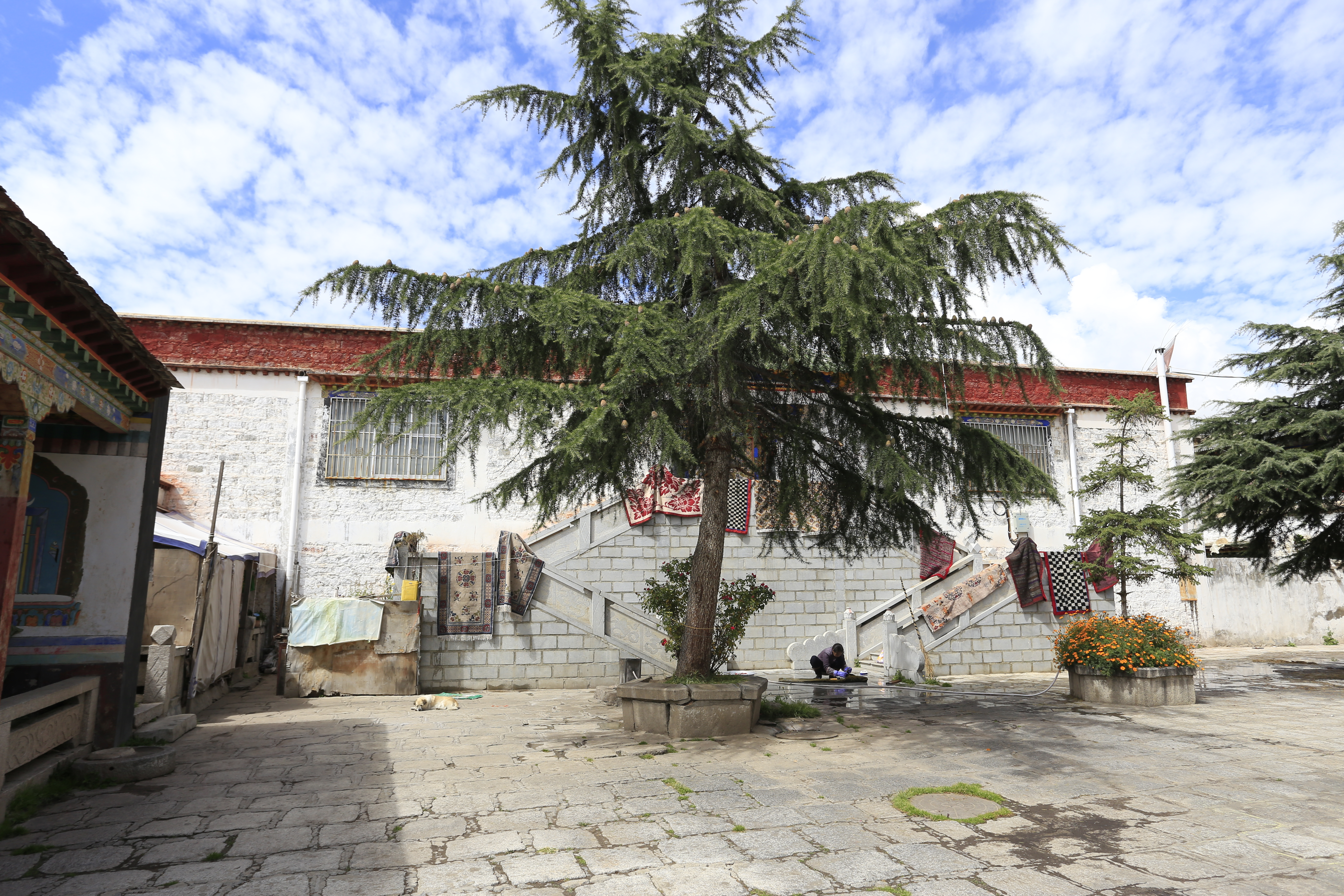
Cour intérieure
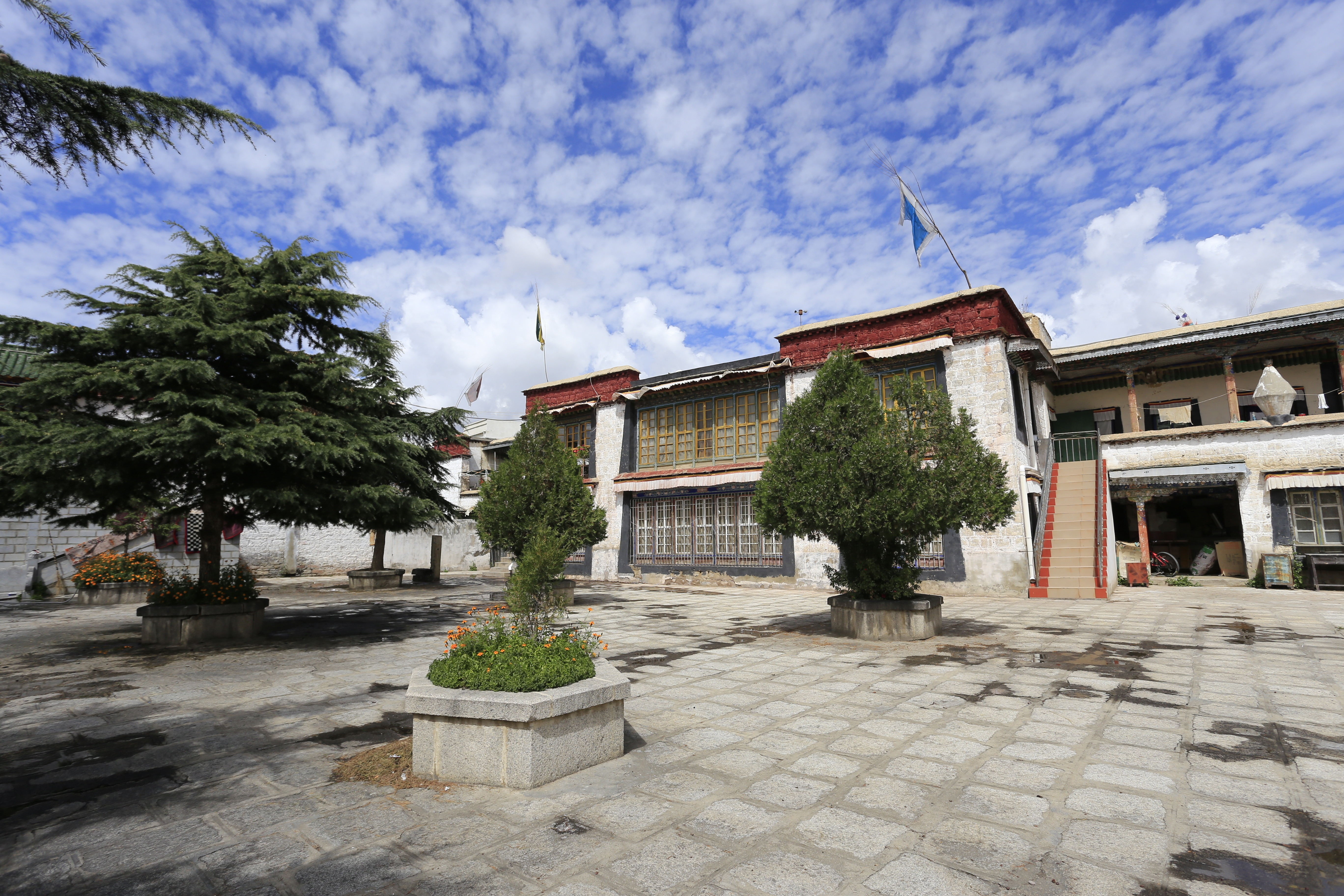
Cour intérieure